# Alfa holdbázis
Az Alfa holdbázis (eredeti cím: Space: 1999) 1975 és 1977 között bemutatott, két szezont megért brit science fiction tévésorozat.
Gerry és Sylvia Anderson utolsó közös rendezői munkája volt, és az addig készült legdrágább brit sorozat. Az első szezon az ITC Entertainment és az olasz RAI koprodukcója volt, a másodikat már egyedül az ITC gyártotta.
A sorozat mindkét évadja 24 részből állt. Az első 1973 novembere és 1975 februárja között készült el, a második 1976 januárja és decembere között.
A sorozatnak magyar születésű állandó szereplője is volt: Maya, az idegen alakítója, Catherine Schell. Számos szereplője bukkant fel később a Csillagok háborúja filmekben (például az első filmben a Vader megfojtotta Motti admirálist alakító Richard LeParmentier), illetve a Doctor Who sorozatban.

## Az alaptörténet
Az nyitóepizódban 1999. szeptember 13-án a Hold túloldalán tárolt nukleáris hulladék felrobban, kilökve  keringési pályájáról a Holdat, amely hosszú csillagközi vándorlásba kezd, a rajta lévő, Alfa nevű bázis 311 lakójával együtt.
A bázis tudományos kutatóállomás. Az emberiség hatalmas lerakóhelyeken tárolja a nukleáris hulladékot a Hold sötét oldalán, de miután az elektromágneses sugárzás egy új formájára bukkannak, 1999. szeptember 13-án óriási termonukleáris robbanásra kerül sor, melynek hatására a Hold, mint egy rakéta, elhagyja Föld körüli pályáját és hihetetlen sebességgel a világűrbe száguld. A Hold űrhajóként sodródik az űrben, rajta a bázis 311 lakója, új hazát keresve.  Nem sokkal a Naprendszerünk elhagyása után a Hold áthalad egy fekete lyukon, majd óriási "űrhurkokon", ami még messzebbre taszítja az űrben. Útjuk során az alfaiak számos idegen civilizációval, disztopikus társadalommal találkoznak és olyan jelenségekkel, amilyenekkel az emberiség még soha. Az első szezon számos epizódjában történik rá utalás, hogy a Hold utazását egy "rejtélyes ismeretlen erő" befolyásolja, vagy akár az is indította el, és ez valamilyen sorsszerű cél felé irányítja. A második szezon cselekményei egyszerűbbek.

## A színészek
A főszereplők Martin Landau és Barbara Bain voltak, akik korábban együtt szerepeltek a Mission: Impossible sorozatban, és ebben az időben már férj és feleség voltak. Sylvia Anderson brit színészeket akart, de a producer, Lord Lew Grade érvelése kerekedett felül. A sorozatot ugyanis az amerikai televíziós piacon is el akarták adni, valamelyik nagy amerikai csatornának (de végül csak sok apró csatornának sikerült nagy nehézségek árán).
Állandó szereplő volt a Kanadában élő brit színész Barry Morse is (mint Victor Bergman professzor az első évadban), és a magyar születésű, de az Egyesült Államokban nevelkedett Catherine Schell: Maya, az idegen szerepében a második évadban. Catherin Schell már az első évadban is felbukkant egy vendégszerepben, a nyolcadik epizódban (Guardian of Piri). A sorozatban szerepelve vált ismertté Nick Tate. A Roy Dotrice alakította Simmonds biztosról az első epizódban még úgy tűnt, hogy állandó szereplő lesz, de a másodikban már eltűnt. az ötödik részben „Earthbound” újra előbukkant, de utoljára.
A sorozat két évadában számos neves színész bukkant fel vendégszereplőként, köztük Christopher Lee, Margaret Leighton, Roy Dotrice, Joan Collins, Jeremy Kemp, Peter Cushing, Judy Geeson, Julian Glover, Ian McShane, Leo McKern, Billie Whitelaw, Richard Johnson, Patrick Troughton, Peter Bowles, Sarah Douglas, David Prowse, Isla Blair, Stuart Damon és Brian Blessed. (Blair, Damon és Blessed két-két epizódban is szerepelt két különböző karaktert alakítva.)
Az angol színész Nicholas Young  (aki Johnt alakította az eredeti "A holnap emberei" sorozatban) a második évad egyik epizódjában tűnt fel ("The Bringers of Wonder"). Az Alfa holdbázis számos vendégszereplője bukkant fel a Csillagok háborúja filmekben, mint Dave Prowse, Peter Cushing, Julian Glover, Christopher Lee, Brian Blessed, Michael Culver, Michael Sheard, Richard LeParmentier, Shane Rimmer, Angus MacInnes, Drew Henley, Jack Klaff és Jack McKenzie.

### A szereposztás
| Színész          | Karakter                                                   | Magyar hang (1. szinkronos változat) | Magyar hang (2. szinkronos változat) | Magyar hang (3. szinkronos változat) | Hány epizódban | Évad | Évad    |
| Színész          | Karakter                                                   | Magyar hang (1. szinkronos változat) | Magyar hang (2. szinkronos változat) | Magyar hang (3. szinkronos változat) | Hány epizódban | Első | Második |
| ---------------- | ---------------------------------------------------------- | ------------------------------------ | ------------------------------------ | ------------------------------------ | -------------- | ---- | ------- |
| Barbara Bain     | Helena Russell doktor, az orvosi részleg vezetője          | Káldi Nóra                           | Káldi Nóra Dallos Szilvia            | Borbás Gabi                          | 48             |      |         |
| Martin Landau    | John Koenig, az Alfa Holdbázis parancsnoka                 | Kristóf Tibor                        | Láng József Lőte Attila              | Mihályi Győző                        | 47             |      |         |
| Nick Tate        | Alan Carter, a harmadik a parancsnoki rangsorban, főpilóta |                                      |                                      | Sinkovits-Vitay András               | 45             |      |         |
| Zienia Merton    | Sandra Benes, adatelemző                                   |                                      |                                      | Németh Kriszta                       | 37             |      |         |
| Barry Morse      | Victor Bergman professzor, tudományos tanácsadó            | Benkő Gyula                          | Versényi László                      | Papp János                           | 24             |      |         |
| Catherine Schell | Maya, tudományos tiszt                                     |                                      | Kovács Nóra                          | Götz Anna                            | 24             |      |         |
| Anton Phillips   | Dr. Bob Mathias, orvosi helyettes                          |                                      |                                      |                                      | 24             |      |         |
| Prentis Hancock  | Paul Morrow, a parancsnok helyettese                       |                                      |                                      | Zámbori Soma                         | 23             |      |         |
| Clifton Jones    | David Kano, a számítógépes műveletek tisztje               |                                      |                                      |                                      | 23             |      |         |
| Tony Anholt      | Tony Verdeschi, parancsnokhelyettes, biztonsági főnök      |                                      |                                      | Lux Ádám                             | 23             |      |         |
| Suzanne Roquette | Tanya Alexander, a bázisműveletek tisztje                  |                                      |                                      |                                      | 19             |      |         |
| John Hug         | Bill Fraser, sas pilóta                                    |                                      |                                      |                                      | 9              |      |         |
| Yasuko Nagazumi  | Yasko, adatelemző                                          |                                      |                                      |                                      | 8              |      |         |
| Jeffery Kissoon  | Dr. Ben Vincent, orvosi helyettes                          |                                      |                                      |                                      | 7              |      |         |
| Sam Dastor       | Dr. Ed Spencer, orvostiszt                                 |                                      |                                      |                                      | 3              |      |         |
| Alibe Parsons    | Alibe, adatelemző                                          |                                      |                                      |                                      | 3              |      |         |

## A két évad különbségei
A sorozat második évada stílusában jelentősen különbözik az elsőtől. Miután nem sikerült eladni az első évadot a nagy amerikai hálózatoknak, új producert, Fred Freibergert szerződtettek egy újabb évad leforgatására. Ő volt az, aki az eredeti Star Trek sorozat harmadik szezonját is menedzselte. Az első évad filozofikus hangneme eltűnt a sorozatból, divatos sci-fi elemek épültek be, a sztorik egyszerűsödtek, ugyanakkor a nagyobb költségvetésnek köszönhetően a látvány javult. 
A történetből magyarázat nélkül eltűnt Bergman professzor (Barry Morse) és a Prentis Hancock alakította Paul Morrow, és megjelent Tony Verdeschi biztonsági főnök (Tony Anholt) és a magyar Catherine Schell alakította űrszépség, Maya. 
A második évadban még a fő forgatási helyszín, a berendezések és az egyenruhák is megváltoztak, és a zene is.

## Az epizódok
Az epizódokat eltérően számozzák a források, mivel nem a gyártás sorrendjében sugározták a részeket, és nem is ugyanabban a sorrendben az Egyesült Királyságban és Ausztráliában, illetve az Egyesült Államokban.
Részletek: Az Alfa holdbázis epizódjainak listája

## Magyarországon
Az első szezon öt részét 1977. április 7-től kezdődően adta először az MTV2, a második szezon hat részét pedig 1979. július 10-től az MTV2. 2005. április 7-től a Filmmúzeum tűzte műsorra az első évadot, ezúttal az összes részt leszinkronizálva, ezt követte a második évad 2007. január 2-ától.

## Fordítás
Ez a szócikk részben vagy egészben  a   Space: 1999 című angol Wikipédia-szócikk ezen változatának fordításán alapul.  Az eredeti cikk szerkesztőit annak laptörténete sorolja fel. Ez a jelzés csupán a megfogalmazás eredetét és a szerzői jogokat jelzi, nem szolgál a cikkben szereplő információk forrásmegjelöléseként.

## Külső hivatkozások
- Alfa holdbázis a PORT.hu-n (magyarul)
- Alfa holdbázis az Internet Movie Database-ben (angolul)
- Alfa holdbázis a Box Office Mojón (angolul)
- Alfa holdbázis a PORT.hu-n (magyarul)
- Eagle Transporter Archiválva 2010. március 4-i dátummal a Wayback Machine-ben – visual reference resource for Space: 1999 Eagle Transporter models and replicas